# بيرتن ناحوم
بيرتن ناحوم (بالفرنسية: Bertin Nahum)‏ هو مهندس فرنسي وبنيني، ولد في 14 نوفمبر 1969 في داكار في السنغال.